# The Art of Drowning
The Art of Drowning är ett album från punkbandet AFI. Släpptes 26 september, 2000 av Nitro records.

## Låtar på albumet
1. Initiation
2. The Lost Souls
3. The Nephilim
4. Ever and a Day
5. Sacrifice Theory
6. Of Greetings and Goodbyes
7. Smile
8. A Story at Three
9. The Days of the Phoenix
10. Dream Of Waking (finns enbart på vinylutgåvan)
11. Catch a Hot One
12. Wester
13. 6 to 8
14. The Despair Factor
15. Morningstar
16. Battled (gömd låt)